# Al Minliar al Shuja
Al Minliar al Shuja (σ Hydrae / σ Hya / 5 Hydrae) es una estrella en la constelación de Hidra de magnitud aparente +4,44.
Su nombre, en árabe «la nariz de la hidra», indica su posición en la cabeza de la hidra; Minchir y Minchar, nombres también utilizados para designar a esta estrella, provienen de la misma raíz árabe.
Se encuentra a 353 años luz del sistema solar.
Al Minliar al Shuja es una gigante naranja de tipo espectral K1III con una temperatura efectiva de ~ 4489 K.
Tiene un diámetro 34 veces más grande que el del Sol, cifra calculada a partir de la medida directa de su diámetro angular considerando el oscurecimiento de limbo —2,25 milisegundos de arco—.
Su luminosidad es unas 166 veces mayor que la luminosidad solar.
Al Minliar al Shuja posee una metalicidad mayor que la del Sol, con una abundancia relativa de hierro entre un 30 y un 40% superior a la solar.
En relación con este último elemento, las abundancias de sodio y silicio son mayores que en el Sol, mientras que para el calcio se observa una tendencia inversa.
Gira sobre sí misma con una velocidad de rotación proyectada de 2,95 km/s.